# 索雷兹
索雷兹（法語：Sorèze，法語發音：[sɔʁɛz]）是法国奥克西塔尼大区塔恩省的一个市镇，属于卡斯特尔区。

## 地理
索雷兹（43°27'10"N, 2°4'1"E）面积41.64 平方千米，位于法国奧克西塔尼大區塔恩省，该省份为法国南部内陆省份，北起顺时针与阿韦龙省、埃罗省、奥德省、上加龙省和塔恩-加龙省接壤。
与索雷兹接壤的市镇（或旧市镇、城区）包括：莱布吕内勒、赛萨克、勒韦勒、阿尔丰、贝勒塞尔、卡于扎克、莱卡马兹、迪尔福、圣阿芒塞。

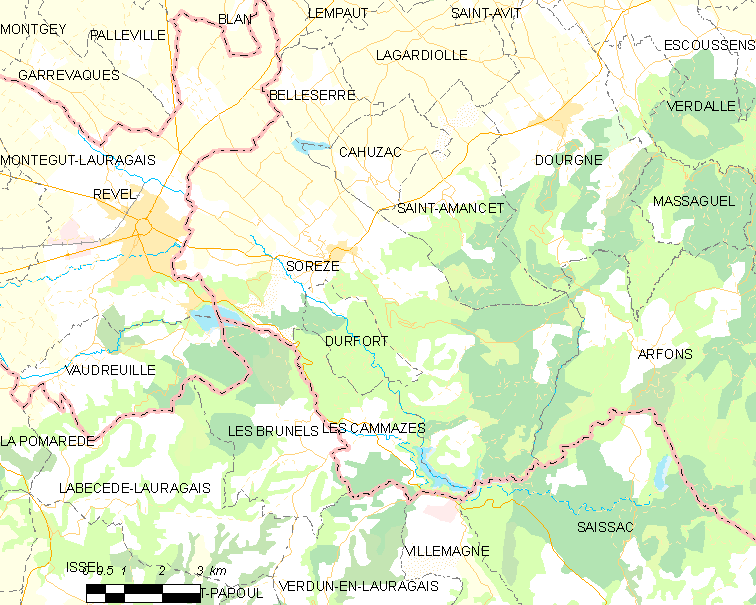
索雷兹的OSM定位图

索雷兹的时区为UTC+01:00、UTC+02:00（夏令时）。

## 行政
索雷兹的邮政编码为81540，INSEE市镇编码为81288。

## 政治
索雷兹所属的省级选区为努瓦尔山县。

## 人口

1962-2008年间索雷兹人口变化图示

索雷兹于2022年1月1日时的人口数量为2978人。